# سوینی (تگزاس)
سوینی، تگزاس(به انگلیسی: Sweeny, Texas) شهری در ایالت تگزاس از ایالات جنوبی ایالات متحده آمریکا است. در سرشماری سال ۲۰۰۰، جمعیت این شهر ۳۶۲۴ نفر اعلام شد.